# بيت مرسم
بيت مرسم قرية فلسطينية في مدينة دورا بمحافظة الخليل، تقع إلى الجنوب الغربي من مدينة الخليل على بعد 30 كم.

## سبب التسمية
بيت مرسم هي كلمة كنعانية "قرية سفر" أو "بيت سيفر" المعنى منها مدينة العلم والكتاب، وكان لها اسمان "بيت سينا" بمعنى غصن النخيل، و"دبير".

## السكان
بلغ عدد سكان قرية بيت مرسم في عام 2007(318) نسمة، منهم 278 نسمة تابعة لقرية بيت مرسم، و40 نسمة لقرية أبو سحويلة، وبلغ عدد مجموع السكان 160 نسمة من الذكور، و158 نسمة من الإناث، وعدد الوحدات السكنية 77 وحدة، ويبلغ مجموع عدد العائلات 58 عائلة أشهرها: عمرو، أبو عرقوب، عمران. 

## الجغرافيا والحكم المحلي
يحدها من الشرق والشمال قرية بيت الروش الفوقا وقرية أبو سحويلة،ومن الغرب والجنوب قرية البرج والجدار العازل ، ترتفع 503 متر عن سطح البحر وتسقط الأمطار بمعدل سنوي 436 ملم ، والقرية تدار بمجلس قروي منذ عام 1997.
قرر مجلس الوزراء الفلسطيني في 19 يناير 2016، فصل تجمع بيت الروش الفوقا إداريًا عن بيت مرسم، واستحداث مجلس قروي بيت الروش الفوقا ليُدير شؤون القرية.
يتبع لها منطقة سكنية تُدعى أبو سحويلة.

## الاستيطان الإسرائيلي
في عام 1974 فقدت القرية نحو 95% من أراضيها عند ترسيم الحدود، ودمّر الاحتلال ما تبقى من القرية وحرَق أراضيها الزراعية ومارس عمليات القتل والتهجير، وبعد مجيء الاحتلال الإسرائيلي للضفة الغربية قام علماء آثار إسرائيليون بحملة تنقيب واسعة في القرية بين الأعوام (1978 – 1985) واكتشفوا عشرات الآلاف من الأواني الفخارية والقبور الكنعانية وآثار من العصور البرونزية والبيزنطية واليونانية، ولم يتبقَّ من أراضيها بعد الاحتلال الإسرائيلي وجدار الفصل العنصري سوى 3% من مساحتها الأصلية. 